# Henk Steeman
Hermanus Hendrikus ("Henk") Steeman (Roterdã, 15 de janeiro de 1894 - 16 de fevereiro de 1979) foi um futebolista neerlandês, medalhista olímpico.
Henk Steeman competiu nos Jogos Olímpicos de Verão de 1920 na Antuérpia. Ele ganhou a medalha de bronze.